# یواس‌اس ماناتی (اس‌پی-۵۱)
یواس‌اس ماناتی (اس‌پی-۵۱) (به انگلیسی: USS Manatee (SP-51)) یک کشتی است که طول آن ۳۵ فوت (۱۱ متر) می‌باشد. این کشتی در سال ۱۹۱۵ ساخته شد.